# Наткин, Роберт
Роберт Наткин (англ. Robert Natkin; 1930, Чикаго, США — 2010, Данбери, штат Коннектикут, США) — американский художник-абстракционист.

## Биография
Роберт Наткин родился 7 ноября 1930 в Чикаго в семье эмигрантов. Будучи ребенком ходил в кино почти каждый день. Вскоре родители переехали в Оук-Ридж, Теннеси, где Наткин решил, что хочет быть художником.
В 1948—1952 он учился в Художественной школе Художественного института Чикаго, где был под большим впечатлением от коллекции пост-импрессионистов. Узнает об абстрактном экспрессионизме в 1949 из статьи в журнале «Life». Совершает частые поездки в Field Museum of Natural History в Чикаго, где изучает декоративное искусство. В 1952 непродолжительное время живет в Нью-Йорке, находится под большим влиянием живописи Виллема де Кунинга. В 1953 живет пару месяцев в Сан-Франциско. В 1953—1957 снова живет в Чикаго. Получает работу в библиотеке Ньюбери, преподает живопись. Периодически участвует в групповых выставках. В 1957 женится на Judith Dolnick. Галерея Wells Street в Чикаго открывается выставкой группы художников, среди которых Наткин. В 1958 проходит персональная выставка Наткина в Галерее Wells Street. В 1959 Наткин переезжает в Нью-Йорк, где начинает выставляться в Pointdexter Gallery. В 1960 у Наткина рождается сын, Джошуа. Работы художника включены в выставку «Young America» в Музее Уитни, Нью-Йорк. В 1962 участвует в нескольких групповых выставках, рождение дочери, Леды. 1962—1964 — живописная серия «Apollo». В 1964 резиденция в Kalamazoo Arts Center.
В 1965 отчасти под влиянием джазовых вокалистов Наткин создает серию картин в духе живописи жестких контуров и полотен с сеткой. Преподает в Институте Пратта. В 1967 начинает серию Field Mouse. В 1968 участвует в выставке «Timeless Paintings from the USA» в Галерее Facchetti, Париж. Совершает первую поездку по Европе. В 1969 проходит ретроспектива художника в Музее искусства Сан Франциско. В 1970 серия Field Mouse начинает играть важную роль в творчестве Наткина, живопись меняется от деликатных нюансов к более ярким и богатым цветам и формам. Семья Наткина покидает Нью-Йорк, оседает в пригороде Реддинг, Коннектикут. В 1971 открыл для себя технику живописи с тканью различной текстуры, обернутой вокруг губки. Художник находится под впечатлением от выставки кубистов в Музее Метрополитен. Первая выставка в Галерее André Emmerich, Нью-Йорк. 1971—1974 — работа над серией Intimate Lighting. В 1974 посещает Англию в связи с выставкой в Festival Gallery и Holburne of Menstrie Museum в Бате. Вскоре начинает серию «Bath» в приглушенных тонах. В 1975 начинает серию «Face», возобновляет работу над серией Apollos, которая была отложена много лет. Наткин получает заказ на роспись в штаб-квартире Baxter в Чикаго. В 1976 прошла ретроспективная выставка Наткина в Moore College of Art Gallery, Филадельфия. В 1977 во время визита в Фонд Клее, Наткин начинает новую серию работ. В 1980 компания BBC сняла документальный фильм о Наткине. Художник пишет статьи на регулярной основе, включая художественную критику для «Modern Painters» и «The New York Observer», а также вступления для каталогов коллег-художников. В 1991 выполнил роспись на 1211 Avenue of the Americas, Центр Рокфеллера, Нью-Йорк. В 1992 читает лекцию Питере Фуллере в Галерее Тейт, Лондон. Выполнил росписи в Millennium Hotel, Нью-Йорк.
В 1998 — почетный председатель Фонда художественной школы Художественного института Чикаго.